# روبرتو جالنايز
روبرتو جالنايز (مواليد 15 نوفمبر 1966) هو ملاكم فلبيني، مثّل بلاده في الألعاب الأولمبية الصيفية في دورتي 1988 و1992.

## روابط خارجية
روبرتو جالنايز على موقع أوليمبيديا (الإنجليزية)